# فرانك ورسلي
فرانك ورسلي (بالإنجليزية: Frank Worsley)‏ هو مستكشف نيوزيلندي، ولد في 22 فبراير 1872 في Akaroa ‏ في نيوزيلندا، وتوفي في 1 فبراير 1943 في Claygate ‏ في المملكة المتحدة بسبب سرطان الرئة.